# Clara Gardt
Clara Sofia Augusta Gardt, född Jonsson 1 juni 1849 i Stockholm, död av hjärtslag 25 april 1895 i Stockholm, var en svensk skådespelare.
Gardt utbildades vid Kungliga operans balettskola innan hon engagerades vid Anders Selinders teatersällskap 1859-66. Hon var som medlem av Wilhelm Åhmans sällskap engagerad vid Stora Teatern, Göteborg 1866-74, därefter Mindre teatern i Stockholm 1874-83 och 1883-87 vid Nya teatern. Sommaren 1887 spelade hon med William Engelbrechts sällskap vid dess turné i Finland. De följande två åren var hon vid Svenska teatern, Stockholm, men uppträdde efter det endast sporadiskt.
Hon var gift med skådespelaren Gustav Adolf Gardt från 1871 till sin död.

## Teater

### Roller (ej komplett)
| År   | Roll                         | Produktion                                                                 | Regi | Teater                     |
| ---- | ---------------------------- | -------------------------------------------------------------------------- | ---- | -------------------------- |
| 1869 | Fröken Hoppenrath            | Syfröknarna Anton Bittner                                                  |      | Mindre teatern             |
| 1875 | Piga                         | Lucifers minister Erik Bøgh                                                |      | Mindre teatern             |
| 1876 | Stina                        | Nerkingarne Axel Anrep                                                     |      | Mindre teatern             |
| 1878 | Gontran                      | Lille hertigen Charles Lecocq, Henri Meilhac och Ludovic Halévy            |      | Mindre teatern             |
| 1879 | Thalia                       | Orfeus i underjorden Jacques Offenbach, Hector Crémieux och Ludovic Halévy |      | Mindre teatern             |
| 1881 | Professorskan                | Under förmälningshögtidligheterna Frans Hedberg                            |      | Mindre teatern             |
| 1881 | Pipa, värdshusvärdens hustru | Frihetsbröderna Jacques Offenbach, Henri Meilhac och Ludovic Halévy        |      | Mindre teatern             |
| 1882 | Mercedes                     | Greven av Monte Christo Alexandre Dumas den äldre                          |      | Mindre teatern             |
| 1882 | Surena                       | Fatinitza Franz von Suppé, Friedrich Zell och Richard Genée                |      | Mindre teatern             |
| 1882 | Evelina Örtenqvist           | Öregrund-Östhammar Selfrid Kinmanson                                       |      | Mindre teatern             |
| 1889 | Rachel                       | Mr. Pickwick Peter Raun Fristrup                                           |      | Svenska teatern, Stockholm |
| 1889 |                              | Eva Richard Voss                                                           |      | Svenska teatern, Stockholm |
| 1889 |                              | Ett litet troll Friedrich Gustav Triesch                                   |      | Svenska teatern, Stockholm |
| 1894 |                              | Den förlorade sonen                                                        |      | Lindenska sällskapet       |

- Adèle i Läderlappen av Johann Strauss d.y., Karl Haffner och Richard Genée
- Regina i Prinsessan av Trapezunt av Jacques Offenbach, Charles-Louis-Étienne Nuitter och Étienne Tréfeu
- Amman i Fadren av August Strindberg
- Hushållerskan i Bråddjupet
- Kanonkvinnan i Doktorinnan
- Pigan i Sabinskornas börtrövandeav Franz von Schönthan
- Gudule i Ringaren i Nôtre Dame

### Fotnoter
1. ↑  Sveriges befolkning
1890:
Jonsson, Klara Sofia Augusta
(1849)
2. 1 2 3  ”Notiser”. Program-Bladet: Tidning för Helsingfors Teatrar och Konserter (Helsingfors) (105):  sid. 4. 1895. https://www.doria.fi/bitstream/handle/10024/71595/fk09410_1895-05-12_105.pdf?sequence=1. Läst 28 juli 2015.
3. ↑  ”Från teaterverlden”. Dagens Nyheter:  s. 2. 7 maj 1875. http://arkivet.dn.se/arkivet/tidning/1875-05-07/3151/2. Läst 30 juli 2015.
4. ↑  ”Teater och musik”. Dagens Nyheter:  s. 2. 25 februari 1876. http://arkivet.dn.se/arkivet/tidning/1876-02-25/3398/2. Läst 11 augusti 2015.
5. ↑  ”Teater och Musik”. Dagens Nyheter:  s. 2. 13 december 1889. http://arkivet.dn.se/arkivet/tidning/1889-12-13/7594/2. Läst 29 juli 2015.
6. ↑  ”Teaterannons”. Dagens Nyheter:  s. 3. 1 oktober 1881. https://arkivet.dn.se/tidning/1881-10-01/5098B/3. Läst 4 januari 2021.
7. ↑  ”Teaterannons”. Dagens Nyheter:  s. 3. 27 december 1881. https://arkivet.dn.se/tidning/1881-12-27/5171/3. Läst 4 januari 2021.
8. ↑  ”Teaterannons”. Dagens Nyheter:  s. 3. 30 november 1882. https://arkivet.dn.se/tidning/1882-11-30/5454/3. Läst 8 augusti 2015.
9. ↑  ”Teaterannons”. Dagens Nyheter:  s. 3. 13 september 1882. https://arkivet.dn.se/tidning/1882-09-13/5387/3. Läst 4 januari 2021.
10. ↑  ”Teater och Musik”. Dagens Nyheter:  s. 2. 25 september 1882. http://arkivet.dn.se/tidning/1882-09-25/5397/2. Läst 18 mars 2017.
11. ↑  ”Teater och Musik”. Dagens Nyheter:  s. 2. 2 september 1889. http://arkivet.dn.se/arkivet/tidning/1889-09-02/7506a/2. Läst 28 juli 2015.
12. ↑  ”Teaterannons”. Dagens Nyheter:  s. 3. 31 augusti 1889. http://arkivet.dn.se/arkivet/tidning/1889-08-31/7505a/3. Läst 29 juli 2015.
13. ↑  ”Teater och Musik”. Dagens Nyheter:  s. 2. 14 oktober 1889. http://arkivet.dn.se/arkivet/tidning/1889-10-14/7542A/2. Läst 28 juli 2015.
14. ↑  ”Teater och Musik”. Dagens Nyheter:  s. 2. 22 oktober 1889. http://arkivet.dn.se/arkivet/tidning/1889-10-22/7549/2. Läst 29 juli 2015.